# Geoffrey Soupe
Geoffrey Soupe (Attignat, Ain, 22 de março de 1988) é um ciclista profissional francês, membro da equipa Team Total Direct Énergie.
Estreiou como profissional em 2011 na equipa FDJ onde esteve até fim da temporada de 2014. para a temporada de 2015 entrou nas fileiras do Cofidis.

## Palmarés
- 2011
  - 1 etapa da Tropicale Amissa Bongo

## Resultados em Grandes Voltas
| Carreira | Carreira        | 2011 | 2012 | 2013 | 2014 | 2015  | 2016  | 2017 | 2018 | 2019 | 2020 |
| -------- | --------------- | ---- | ---- | ---- | ---- | ----- | ----- | ---- | ---- | ---- | ---- |
|          | Giro d'Italia   | —    | 76.º | —    | —    | —     | —     | —    | —    | —    | —    |
|          | Tour de France  | —    | —    | —    | —    | 122.º | 142.º | —    | —    | —    |      |
|          | Volta a Espanha | —    | —    | Ab.  | 94.º | Ab.   | —     | —    | —    | —    | —    |

—: não participa

Ab.: abandono

## Equipas
- FDJ (2011-2014)
  - FDJ (2011)
  - FDJ-BigMat (2012)
  - FDJ (2013-2014)
- Cofidis[1] (2015-2019)
- Team Total Direct Énergie[2] (2020)